# Mibuki with tutu&Beat's
Mibuki with tutu&Beat's（ミブキ・ウィズ・チュチュ・アンド・ビート）は、2012年に結成された長野県の音楽ユニット。愛称は"ちゅちゅび〜"。

## 概要
2012年10月に菅平高原奥ダボススノーパークの2012-2013シーズンPRユニットとして結成。
「歌うこと大好き！踊ること大好き！私たちと一緒に“笑顔＆元気”になっちゃおう」をモットーに長野県内各地や県外で活動中。

## 略歴

### 2012年
- 10月 - 菅平高原奥ダボススノーパークの2012-2013シーズンPRユニットとして結成。
- 11月24日 - 「冬すぽ2012」ステージ・奥ダボススノーパークPRステージ(ビッグハット)に出演。
- 12月17日・12月18日 - 奥ダボススノーパークオープンニングPRイベントステージinイオン上田に出演。

### 2013年
- 1月19日 - こてつ＆Mibukiハッピーライブ！(上田アリオ)
- 1月23日・1月26日 - SBC信越放送「ナウマンゾウのメガホン」TV出演。
- 2月9日 - テレビ信州「４時間生テレビ」アリオ上田中継イベント出演 番組アシスタント(Mibuki)
- 7月13日 - 北陸アイドルフェスティバル 長野県代表として出演の為、金沢へ遠征。
- 8月24日・8月25日 - テレビ信州「24時間テレビ・愛は地球を救う」メイン会場ステージライブ。
- 11月3日 - 「アイドルバンチVol.3」出演の為、名古屋へ遠征。

### 2014年
- 1月25日 - 「Nプロジェクトアイドルライブ」出演の為、名古屋へ遠征。
- 1月29日 - Kisakiがダンスに専念する為に卒業。
- 3月23日 - みぶっさん中学卒業記念『ちゅちゅび～わ～るど春祭りワンマンライブ』(サウンドノート八事)
- 4月3日 - 北陸アイドルフェスティバル＆北陸アイドルカーニバル出演の為、石川へ遠征。
- 4月3日 - 1stシングル『ちゅちゅび〜Collection Vol.1』を『北陸アイドルフェスティバル』にて発売。
- 5月4日 - GWスペシャルLIVE&FMT「Party of Children's Day in ちゅちゅび～わ～るど」
- 5月4日 - 2ndシングル『ちゅちゅび～Collection Vol.2』を『Party of Children's Day in ちゅちゅび～わ～るど』にて発売。
- 6月1日 - 2ndシングル『ちゅちゅび～Collection Vol.2』のジャケットをリニューアルした『ちゅちゅび～Sound Collection Vol.2』を『夢街道フェスタ』にて発売。
- 6月15日 - 名古屋ワンマンライブ「ちゅちゅび～History」(サウンドノート八事)
- 6月15日 - 3rdシングル『ちゅちゅび〜Collection Vol.3』を『ちゅちゅび～History』にて発売。
- 7月26日 - 夏休みスペシャルライブ「ちゅちゅび～の夏はこれから！生ドラム＆生ピアノスペシャルライブ」
- 7月26日 - 4thシングル『ちゅちゅび〜Sound Collection Vol.4』を『ちゅちゅび～の夏はこれから！生ドラム＆生ピアノスペシャルライブ』にて発売。
- 8月26日 - テレビ信州２４時間テレビ「愛は地球を救う」テレビ出演&ステージライブ。
- 9月23日 - 野外ワンマンライブ「ちゅちゅび～音楽村野外ライブ」(信州国際音楽村)
- 11月9日 - 東京初ワンマンライブ「Precious White in Innocent Season～君が生まれた場所～」(TSUTAYA -nest)にて101人動員[1]
- 11月9日 - 1stアルバム『Precious White in Innocent Season～君が生まれた場所〜』を初東京ワンマン『Precious White in Innocent Season～君が生まれた場所～』にて先行発売。
- 12月21日 - 長野初ワンマンライブ！あの東京ワンマンライブを生まれ故郷で再現！本当に「生まれた場所」で歌って踊ります「Precious White in Innocent Season～君が生まれた場所～」(Live&Bar Radius)にて一時活動休止報告[2]
- 3月20日　- 2015年3月をもって活動終了。

## メンバー
| 名前   | ニックネーム | 生年月日              | 備考                                                     |
| ------ | ------------ | --------------------- | -------------------------------------------------------- |
| Mibuki | みぶっさん   | 1998年7月5日（26歳）  | 歌もダンスも全力少女 リーダーなのに一番甘えん坊          |
| Wakana | わかにゃん   | 2000年6月2日（24歳）  | 猫大好き動物マニア 猫大好きだけど犬を飼う不思議ちゃん    |
| Nanami | ななちゃん   | 2000年8月29日（24歳） | 笑顔がチャームポイント 男の子よりも強いと評判のドSキャラ |
| Miyu   | みゆてぃん   | 2000年9月5日（24歳）  | 見た目はクールビューティー 天然少女                      |

### 元メンバー
| 名前   | ニックネーム | 卒業日        | 備考                 |
| ------ | ------------ | ------------- | -------------------- |
| Kisaki | きーちゃん   | 2014年1月29日 | ダンス専念のため引退 |

## ディスコグラフィ

### シングル
| #   | 発売日        | タイトル                           | C/W | 形態         | 品番/規格品番 | 楽曲制作 |
| --- | ------------- | ---------------------------------- | --- | ------------ | ------------- | --- |
| 1st | 2014年4月26日 | ちゅちゅび〜Collection Vol.1       | セピア色のRecollection Precious White Moonlight Temptation                                                            | CD-R         |               | 作詞:ミラクル☆りょういち&Haruhi/作曲:ミラクル☆りょういち 作詞:Haruhi/作曲:T.Saotoh 作詞:Haruhi/作曲:吉松たつゆき                                                         |
| 2nd | 2014年5月4日  | ちゅちゅび〜Sound Collection Vol.2 | Precious White セピア色のRecollection Daring days Rising Sun Moonlight Temptation                                     | CD-R TypeA.B |               | 作詞:Haruhi/作曲:T.Saotoh 作詞:ミラクル☆りょういち&Haruhi/作曲:ミラクル☆りょういち 作詞:Haruhi/作曲:吉松たつゆき 作詞:Haruhi/作曲:T.Saotoh 作詞:Haruhi/作曲:吉松たつゆき |
| 3rd | 2014年6月15日 | ちゅちゅび〜Collection Vol.3       | Welcome to shining Paradaise～ちゅちゅび～わ～るどへようこそ～ Exciting Smart Life Everlasting thanks～出逢った奇跡～ | CD-R         |               | 作詞:Haruhi/作曲:mio 作詞:Haruhi/作曲:Fuji-hiro 作詞:Haruhi/作曲:T.Saotoh                                                                                                |
| 4th | 2014年7月26日 | ちゅちゅび〜Sound Collection Vol.4 | Exciting smart life My Summer Time Feeling Love See you ～この場所で～                                                | CD-R         |               | 作詞：作詞:Haruhi/作曲:Fuji-hiro 作詞:Haruhi/作曲:和田洋平 作詞:Haruhi/作曲:吉松たつゆき 作詞:yupo/作曲:e-komatsuzaki                                                    |

### ミュージックビデオ
| 年     | 曲                     | ビデオ |
| ------ | ---------------------- | ------ |
| 2014年 | セピア色のRecollection | MV     |
| 2014年 | Precious White         | MV     |